# Hakeem Nicks
(en) Statistiques sur pro-football-reference
Hakeem Nicks, né le 14 janvier 1988 à Charlotte (Caroline du Nord), est un joueur américain de football américain évoluant au poste de wide receiver.

## Biographie
Étudiant à l'université de Caroline du Nord à Chapel Hill, il joua pour les Tar Heels de Caroline du Nord.
Il est drafté en 2009 à la 29e place (premier tour) par les Giants de New York.
Il est transféré aux Colts d'Indianapolis en 2014.